# Josh Briggs
Joshua Bruns (Bullhead City, 5 marzo 1993) è un wrestler statunitense sotto contratto con la WWE.
In carriera ha detenuto una volta l'NXT UK Tag Team Championship insieme a Brooks Jensen.

## Carriera

### WWE (2020–presente)

#### NXT(2020–presente)
Il 31 agosto 2020 la WWE annunciò di aver messo sotto contratto Bruns, mandandolo al Performance Center per farlo allenare il 7 ottobre dello stesso anno, dopo che la stessa WWE aveva acquistato la Evolve. Il debutto di Bruns come Josh Briggs avvenne nella puntata di 205 Live del 6 luglio dove sconfisse Asher Hale. Nella puntata di NXT del 27 luglio, durante il primo turno dell'NXT Breakout Tournament, Briggs venne sconfitto da Carmelo Hayes venendo eliminato. Successivamente, Briggs continuò a combattere ad NXT e 205 Live riportando sconfitte contro Cameron Grimes e Joe Gacy. Nella puntata speciale NXT 2.0 del 14 settembre Briggs formò con Brooks Jensen un tag team e i due vennero sconfitti al loro debutto dall'Imperium (Fabian Aichner e Marcel Barthel). Nella puntata di NXT 2.0 del 5 ottobre Briggs e Jensen parteciparono ad un Fatal 4-Way Tag Team Elimination match per l'NXT Tag Team Championship che comprendeva anche i campioni, gli MSK, Carmelo Hayes e Trick Williams e i Grizzled Young Veterans ma vennero eliminati per ultimi dai campioni. Nella puntata di NXT 2.0 del 18 gennaio Briggs e Jensen presero parte al torneo del Dusty Rhodes Tag Team Classic ma vennero eliminati dai Creed Brothers nei quarti di finale. Nella puntata di NXT 2.0 del 12 aprile Briggs e Jensen presero parte ad un Gauntlet match per il vacante NXT Tag Team Championship ma vennero eliminati dai Creed Brothers. Nella puntata di NXT UK del 22 giugno (in onda il 23 giugno) Briggs e Jensen vinsero il vacante NXT UK Tag Team Championship per la prima volta in un Fatal 4-Way Tag Team match che comprendeva anche Dave Mastiff e Jack Starz, Mark Andrews e Wild Boar e Rohan Raja e Teoman. Nella puntata di NXT 2.0 del 19 luglio Briggs e Jensen mantennero le cinture contro i Pretty Deadly. Nella puntata di NXT UK andata in onda il 28 luglio Briggs e Jensen mantennero i titoli contro Mark Andrews e Wild Boar. Il 4 settembre, a NXT Worlds Collide, Briggs e Jensen persero i titoli di coppia a favore dei Pretty Deadly in un Fatal 4-Way Tag Team Elimination match che comprendeva anche i Creed Brothers e il Gallus (Mark Coffey e Wolfgang) in cui era in palio anche l'NXT Tag Team Championship dei Creed Brothers; Briggs e Jensen persero le cinture dopo 74 giorni di regno e vennero eliminati per primi dal Gallus. Nella puntata di NXT del 20 dicembre Briggs e Jensen affrontarono il New Day (Kofi Kingston e Xavier Woods) per l'NXT Tag Team Championship ma vennero sconfitti. Il 9 dicembre, ad NXT Deadline, partecipò all'iron survivor challenge insieme a Bron Breakker, Dijak, Trick Williams e Tyler Bate per determinare il nuovo sfidante di Il'ja Dragunov per l'NXT Championship ma fu Williams a vincere l'incontro. Nella puntata di NXT del 26 dicembre, dopo che essersi separato amichevolmente da Brooks Jensen, affrontò Noam Dar per l'NXT Heritage Cup in un british rounds rules match ma venne sconfitto per squalifica sul punteggio di 1-0 per sé stesso.

## Personaggio

### Mosse finali
- M5 (Chokeslam seguita da una Double knee backbreaker)
- Meet Your Maker (Argentine backbreaker rack seguito da un Ura-nage)
- Moonsault
- Clothesline from Hell (Lariat) – dal 2023

### Soprannomi
- "Professional Disliker of People"

## Titoli e riconoscimenti
- Alpha-1 Wrestling
  - A1 Zero Gravity Championship (1)

- Chaotic Wrestling
  - Chaotic Wrestling New England Championship (1)
  - Chaotic Wrestling New England Tournament (2017)

- Evolve
  - Evolve Championship (1)

- Monster Factory Pro Wrestling
  - MFPW Network Championship (1)

- Northeast Championship Wrestling
  - Ox Baker Memorial Cup (2017)

- Pro Wrestling Illustrated
  - 175° tra i 500 migliori wrestler singoli secondo PWI 500 (2020)

- UFO Wrestling
  - UFO Tag Team Championship (1) – con Beau Douglas

- WWE
  - NXT UK Tag Team Championship (1) – con Brooks Jensen